# كلوي سواربريك
كلوي شارلوت سواربريك (بالإنجليزية: Chlöe Charlotte Swarbrick)‏ هي سياسية وسيدة أعمال نيوزلندية من حزب الخضر ولدت في يوم 26 يونيو 1994 في مدينة أوكلاند في نيوزلندا. هي عضوة في البرلمان النيوزيلندي منذ سنة 2020.